# Stenhomalus punctatum
Stenhomalus punctatum är en skalbaggsart som först beskrevs av Fuchs 1969.  Stenhomalus punctatum ingår i släktet Stenhomalus och familjen långhorningar. Inga underarter finns listade i Catalogue of Life.